# Polish Science and Learning
Polish Science and Learning (pol. Polska Nauka i Oświata) – czasopismo wydawane w czasie II wojny światowej przez Zrzeszenie Profesorów i Docentów Polskich Szkół Akademickich w Wielkiej Brytanii z subwencji Funduszu Kultury Narodowej. Ukazało się 7 numerów tego periodyku.